# Noctueliopsis
Noctueliopsis é um gênero de mariposa pertencente à família Crambidae.